# Claudio Dadómo
Claudio Martín Dadómo Minervini, född 10 januari 1982 i Montevideo, är uruguayansk före detta fotbollsspelare.

## Karriär
Inför säsongen 2008 skrev Dadómo på för Hammarby IF, som då spelade i Allsvenskan. Dadómo var klubblös och kom till klubben på fri transfer. Hans kontrakt sträckte sig till en början fram till sommaren 2008 med option på förlängning. Dadomo har bland annat spelat i det uruguayanska laget Montevideo Wanderers. Dadómos största meriter är främst ett antal landskamper för Uruguay, samt spel i Copa Libertadores som är Sydamerikas motsvarighet till Champions League. Under säsongen 2010/2011 spelade han i den grekiska klubben AEK Aten FC. Han fortsatte sedan att spela under 2010-talet i uruguayska klubbar som River Plate och Cerro återigen. År 2015 skrev han på för El Tanque Sisley.